# Bosarve lövskog
Bosarve lövskog är ett naturreservat i Levide och Sproge socknar i Region Gotland på Gotland.
Området är naturskyddat sedan 2008 och är 61 hektar stort. Reservatet består av en lövskog med främst ädellövträd. 